# Гергард Файлер
Гергард Файлер (нім. Gerhard Feiler; 6 вересня 1909, Бреслау — 8 січня 1990, Бремен) — німецький офіцер-підводник, корветтен-капітан крігсмаріне. Кавалер Німецького хреста в золоті.

## Біографія
8 квітня 1934 року вступив на флот. З жовтня 1938 року — вахтовий офіцер на есмінці «Карл Гальстер». З липня 1940 по січень 1941 року пройшов курс підводника,З в січні-квітні — курс командира човна. З 25 травня 1941 по 31 вересня 1943 року — командир підводного човна U-653, на якому здійснив 7 походів (разом 412 днів у морі). В жовтні 1943 року переданий в розпорядження 1-ї флотилії. З січня 1944 року — навчальний офіцер 20-ї, з квітня 1944 по 8 травня 1945 року — 19-ї флотилії.
Всього за час бойових дій потопив 4 кораблі загальною водотоннажністю 15 823 тонни пошкодив 1 корабель водотоннажністю 9382 тонни.
| Дата            | Назва корабля         | Тип                   | Тоннаж | Вантаж                                            | Екіпаж | Загинули | Країна             | Конвой |
| --------------- | --------------------- | --------------------- | ------ | ------------------------------------------------- | ------ | -------- | ------------------ | ------ |
| 28 лютого 1942  | Leif                  | Торговий теплохід     | 1,582  | 2300 тонн генеральних вантажів, переважно цементу | 25     | 15       | Норвегія           |        |
| 17 травня 1942  | Peisander             | Торговий теплохід     | 6,225  | 6590 тонн пшениці, 97 тонн вольфраму і вовна      | 61     | 0        | Британська імперія |        |
| 7 червня 1942   | USS Gannet (AVP-8)    | Малий гідроавіаносець | 840    |                                                   | 77     | 16       | США                |        |
| 24 лютого 1943  | Madoera (пошкоджений) | Торговий теплохід     | 9,382  | Баласт                                            | 86     | 60       | Нідерланди         | ON-166 |
| 12 березня 1943 | Thomas Hooker         | Торговий пароплав     | 7,176  | Баласт                                            | 62     | 0        | США                | ON-168 |

## Звання
- Кандидат в офіцери (8 квітня 1934)
- Морський кадет (26 вересня 1934)
- Фенріх-цур-зее (1 липня 1935)
- Оберфенріх-цур-зее (1 січня 1937)
- Лейтенант-цур-зее (1 квітня 1937)
- Оберлейтенант-цур-зее (1 квітня 1939)
- Капітан-лейтенант (1 листопада 1940)
- Корветтен-капітан (1 січня 1945)

## Нагороди
- Медаль «За вислугу років у Вермахті» 4-го класу (4 роки)
- Залізний хрест
  - 2-го класу (1939)
  - 1-го класу (1942)
- Нагрудний знак есмінця (1940)
- Нагрудний знак підводника (1 квітня 1942)
- Німецький хрест в золоті (14 лютого 1944)